# Мартин, Амброс
Амбросио Хосе (Амброс) Мартин Седрес (исп. Ambrosio José Martín Cedres; род. 30 апреля 1968, Арресифе, Канарские острова) — испанский гандболист и гандбольный тренер. На протяжении четырёх лет (с 2015 по 2018 год) признавался тренером года в Лиге чемпионов EHF среди женщин.

## Карьера тренера
Мартин был первым испанским тренером, который выиграл трофей женской Лиги чемпионов с иностранным клубом. Летом 2012 года сменил Карла Эрика Бона в качестве главного тренера женского венгерского гандбольного клуба «Дьёр». Одновременно с работой в Венгрии он с октября 2016 по май 2019 года также тренировал женскую сборную Румынии. В феврале 2018 года объявил, что не планирует продлевать контракт с «Дьёром» и покинет клуб в конце сезона.
С лета 2018 года возглавил российский клуб «Ростов-Дон». В мае 2019 года его контракт с румынской сборной был расторгнут по взаимному согласию.
С 5 августа 2019 года — главный тренер женской сборной России. Мартин стал первым в истории иностранцем, возглавившим национальную сборную России по гандболу (как женскую, так и мужскую). В декабре 2019 года привёл сборную России к бронзе чемпионата мира в Японии, в 10 матчах команда одержала 9 побед с разницей не менее чем в 5 мячей, уступив лишь Нидерландам в полуфинале (32:33). Для россиянок эти медали стали первыми на чемпионатах мира с 2009 года.
31 июля 2020 года объявил о расторжении контракта с «Ростов-Доном» по причинам личного характера (желание быть ближе к семье), продолжив работу в сборной России. Мартин покинул пост главного тренера после финала Кубка России 20 августа 2020 года. 15 декабря 2020 года после поражения от сборной Дании на чемпионате Европы, которое стало первым для команды на турнире и лишило сборную России шансов на медали, президент Федерации гандбола России Сергей Шишкарёв объявил о разрыве контракта с Мартином.
10 мая 2021 года вновь возглавил венгерский клуб «Дьёр».

## Международные награды

### Как игрока
Кадагуа Гальдар
- Кубок вызова ЕГФ :
  - Второе место : 1995

Сан-Антонио
- Лига чемпионов ЕГФ :
  - Победитель : 2001
  - Второе место : 2003
- Суперкубок ЕГФ :
  - Победитель : 2000
  - Второе место : 2001
- Кубок обладателей Кубков ЕГФ :
  - Победитель : 2000

### Как тренера
Ростов-Дон
- EHF Лига чемпионов среди женщин :
  - Второе место : 2019

Дьёр
- EHF Лига чемпионов среди женщин :
  - Победитель : 2013, 2014, 2017, 2018
  - Второе место : 2016

Ичако
- EHF Лига чемпионов среди женщин :
  - Второе место : 2011
- Женский кубок EHF :
  - Победитель : 2009
  - Второе место : 2008

Личные
- Лучший тренер Лиги чемпионов среди женщин : 2014-15, 2015-16, 2016-17, 2017-18